# María Jóver Carrión
María Jóver Carrión (Murcia, 1943) es una jurista española, primera jueza de distrito de España en 1972 tras la derogación de la legislación franquista que lo impedía.

## Biografía
Jóver fue la primera jueza de distrito tras aprobar las oposiciones a juez comarcal, tomando posesión como titular del Juzgado de Distrito de Fraga (Huesca). Este cuerpo de la judicatura ya no existe, desde 1981.  Hasta ese momento, el término jueza se utilizaba para designar a la esposa del juez. De hecho ella siempre prefirió que se refirieran a ella como "juez" y no como "jueza".
La jueza también fue la primera mujer en presidir una sección, la tercera, en la Audiencia Provincial de Murcia, de la que se hizo cargo a partir de 2008 y de la que era magistrada desde 1990. Con anterioridad estuvo destinada en Girona, Cartagena y Jaén.
En 2013, María Jóver decidió retirarse tras 41 años de trayectoria profesional, en los que en varias ocasiones estuvo en el centro mediático por haber juzgado casos como el de la parricida de Santomera, una mujer que asesinó a sus hijos, o por haber sentenciado que no era delito que un padre le dijese a su hijo que su madre era "una zorra". Sobre este caso, Jóver alegó que la expresión del padre fue la siguiente "ten cuidado con tu madre que es muy astuta, que es muy zorra" y que por tanto, no atentaba contra la dignidad de la mujer. "Si hubiese atacado la dignidad de la mujer, el fallo hubiese sido totalmente diferente. Cualquier palabra, expresión o frase que sea ofensiva y vaya contra la libertad de la mujer, en todos los ámbitos de la vida, se castigará penalmente", insistía la jueza.
Su despedida del mundo judicial, con 70 años, no fue un adiós sin más, sino que recibió un homenaje multitudinario por parte de sus colegas de profesión en un hotel de su ciudad. Y es que según estos, María Jóver sólo quiso impartir Justicia, muestra de ello es que el día antes de su jubilación trabajaba en dos autos de la Audiencia Provincial de Murcia.